# Сражение у Геллеспонта (321/320 до н. э.)
Сражение у Геллеспонта — вооружённое столкновение, состоявшееся в первой половине 321 или 320 года до н. э. на северо-западе Малой Азии, между войском Эвмена и объединёнными силами Кратера и Неоптолема.
Данное сражение произошло во время Первой войны диадохов между военачальниками Александра Македонского за перераспределение власти в Македонской империи. Регент империи Пердикка с царской армией выступил против сатрапа Египта Птолемея. На время похода в Египет Пердикка назначил стратегом-автократором над войсками к западу от Таврских гор Эвмена, поставив ему задачу не допустить переправку из Македонии на помощь Птолемею войск под командованием Антипатра и Кратера. Положение Эвмена ухудшили переходы на сторону врагов Пердикки военачальника македонского флота в Эгейском море Клита, сатрапов Карии Асандра, Лидии Менандра и Армении Неоптолема.
Стороны обладали сопоставимыми силами. Неоптолем убеждал Кратера, который был одним из самых популярных военачальников времён Александра, что дело до сражения не дойдёт, так как македоняне при одном его виде покинут Эвмена. Эвмен, в свою очередь, поставил напротив фланга, которым руководил Кратер, иностранных наёмников, для которых имя военачальника Александра не вызывало соответствующего пиетета. В ходе сражения погибли Кратер и Неоптолем. Несмотря на безоговорочную победу Эвмена, сражение у Геллеспонта не оказало существенного влияния на результат Первой войны диадохов. Приблизительно в это же время Пердикка был убит восставшими военачальниками. Новость о победе пришла в лагерь царского войска лишь через несколько дней после гибели Пердикки. Гибель одного из самых популярных военачальников Александра Кратера стала официальным поводом для заочного осуждения Эвмена на военном совете македонян на казнь.

## Предыстория
Смерть Александра Македонского в 323 году до н. э. привела к тому, что созданная им империя оказалась в состоянии политической и военной нестабильности. Непосредственно после смерти Александра в ходе Вавилонского раздела его империя была поделена между военачальниками под формальным руководством Пердикки. Соправителями Македонии стали Антипатр и Кратер, Египет получил Птолемей, Армению — Неоптолем, Каппадокию и Пафлагонию — Эвмен.
Противоречия между бывшими военачальниками Александра привели к нарастанию внутренних противоречий и началу войны за новое перераспределение власти в Македонской империи, которая получила название Первой войны диадохов. На военном совете Пердикка заявил, что Птолемей ослушался приказа царей относительно захоронения тела Александра, Кратер и Антипатр предоставили приют опальному сатрапу Фригии Антигону. В связи с этим Пердикка считал необходимым первым объявить войну непокорным военачальникам, пока те не соберутся с силами. На военном совете было принято решение начать поход в Египет, а не Македонию. На время похода в Египет Пердикка назначил Эвмена стратегом-автократором над войсками к западу от Таврских гор. Его основной задачей была охрана проливов, чтобы войска Антипатра и Кратера не смогли переправиться в Азию. Под его управление были переданы войска брата Пердикки правителя Писидии Алкеты и сатрапа Армении Неоптолема.
Положение Эвмена, несмотря на высокую должность, было достаточно тяжёлым. Алкета категорически отказался подчиниться Эвмену и даже заявил, что считает позорным воевать с Антипатром и Кратером. Неоптолем стал вести сепаратные переговоры с Антипатром и Кратером и в конечном итоге перешёл на их сторону. Эвмен также не смог воспрепятствовать переправе войска Антипатра и Кратера через Геллеспонт в связи с переходом на сторону врагов Пердикки сатрапов Карии Асандра и Лидии Менандра, а также военачальника над македонским флотом в Эгейском море Клита.
Эвмену противостояли войска сразу трёх военачальников — Неоптолема, Кратера и Антипатра. Эвмен сначала разбил войско Неоптолема в Армении. Хоть пехота Эвмена и отступила, он, благодаря сильной коннице, не только выиграл сражение, но и захватил вражеский обоз. Неоптолем бежал и присоединился к войскам Кратера и Антипатра. В этом сражении впервые произошёл разгром азиатскими воинами, хоть и обученными Эвменом по македонскому образцу, фаланги македонян.
Согласно Плутарху, Антипатр с Кратером отправили послов к Эвмену с предложением перейти на их сторону. Взамен ему пообещали власть над новыми сатрапиями. В ответ Эвмен отправил послов к Антипатру и Кратеру с предложением перейти на сторону Пердикки. Пока военачальники обдумывали предложение к ним явился Неоптолем, который и убедил Кратера с Антипатром продолжить войну. Военачальники решили, что Антипатру следует отправиться в Киликию, чтобы зайти в тыл войскам Пердикки. Кратер с Неоптолемом, в свою очередь, двинулись навстречу Эвмену. Кратер надеялся на свою популярность в армии Александра и предполагал, что македоняне в войске Эвмена сложат оружие при его приближении.

## Датировка события
Среди множества проблем при реконструкции событий периода Первой войны диадохов существует сложность их датировки. Один из главных источников по истории войн диадохов, Диодор Сицилийский, использовал три античные хронологические системы — от года основания Рима, по афинским архонтам и античным Олимпийским играм. При описании событий, которые последовали за смертью Александра Македонского 11 июня 323 года до н. э. ни он, ни другие авторы не привели точной их датировки. Лишь Паросская хроника помещает сражение у Геллеспонта в архонтство Архиппа, то есть датирует его 321/320 годом до н. э. В современной историографии присутствуют три подхода к определению даты того или иного события войн диадохов, которые получили название «высокой» и «низкой» хронологии. Также Э. Ансон выделяет гибридный подход в датировке, который использует элементы «высокой» и «низкой» хронологий.
Р. Эррингтон считал наиболее сложной датировку событий между осенью 322 года до н. э. и гибелью Пердикки в мае-июне 320 года до н. э. По его мнению, сражение у Геллеспонта произошло за несколько недель до смерти Пердикки в 320 году до н. э. П. Бриан, напротив, защищал традиционную со времени К. Ю. Белоха «высокую» хронологию, согласно которой битва у Геллеспонта, гибель Пердикки и раздел в Трипарадисе состоялись в 321 году до н. э.
По утверждению Э. Ансона, который датирует сражение маем-июнем 320 года до н. э., после исследования Т. Бойи «Between High and Low: A Chronology of the Early Hellenistic Period» в историографии при описании событий 321—318 годов до н. э. отдают предпочтение «низкой» хронологии.

## Силы сторон. Перед битвой
После того как обе стороны отвергли мирные инициативы друг друга, Кратер выступил в поход с войском в 20—25 тысяч пехоты и 2 тысячи всадников. Согласно античным источникам, Кратер предполагал застать Эвмена врасплох. Одновременно античные историки при изложении событий указывают на полную осведомлённость Эвмена о событиях в стане противника.
Эвмен распространил слух, что Неоптолем смог привлечь на свою сторону каппадокийских и пафлагонских всадников под командованием Пигрета. Соответственно воины Эвмена считали, что им предстоит сражение не с любимым у македонян военачальником Кратером, а молоссцем Неоптолемом. После этого он повёл своё войско, которое насчитывало 20 тысяч пехоты и 5—6 тысяч всадников, самыми глухими дорогами. Эвмен надеялся, что до македонян в его войске не дойдёт слух о предстоящем сражении с Кратером. Согласно Плутарху, в день перед сражением Эвмен увидел вещий сон, в котором два Александра, каждый во главе фаланги, готовятся сразиться друг с другом. К одному на помощь пришла Афина, к другому — Деметра. Победа досталась тому из Александров на стороне которого была Деметра. Когда Эвмен узнал, что паролем у противника являются слова «Афина и Александр», то выбрал для своих воинов пароль «Деметра и Александр». Также он приказал своим воинам повязать к рукам и ногам колосья пшеницы.

## Битва
Утром в день битвы Кратер выступил с войском на равнину, после чего обратился с речью к воинам. Среди прочего военачальник пообещал отдать на разграбление лагерь Эвмена. Затем Кратер выстроил войско таким образом, что на флангах расположилась конница, а в центре — пехота. Правый фланг возглавил сам Кратер, левый был отдан в распоряжение Неоптолему.
Эвмен, согласно данным из античных источников, знал о расположении войска противника. Эвмен опасался, что македоняне, узнав Кратера, перейдут на сторону противника. Поэтому он поставил напротив правого фланга противника два отряда иноземной конницы под командованием Фарнабаза и Феникса, которые не испытывали никакого пиетета перед именем Кратера. Эвмен приказал своим военачальникам начинать сражение как только увидят соперника, не слушать выкриков и, что главное, не принимать глашатаев. Сам военачальник со своей агемой в 300 всадников возглавил правый фланг, которому предстояло сразиться с войсками Неоптолема.
После этого войско Эвмена миновало ряд холмов и немедленно вступило в битву. Для Кратера стало неожиданностью, что македоняне не переходят на его сторону. Однако его крыло, по плану Эвмена, первым было вынуждено вступить в сражение. Согласно Плутарху, «в первой жестокой схватке копья быстро сломались, и враги начали биться мечами. Кратер не посрамил славы Александра — многих противников он уложил на месте, многих обратил в бегство. Наконец его поразил какой-то вынырнувший сбоку фракиец, и он соскользнул с коня». Согласно Арриану, Кратера убил пафлагонец. В изложении Диодора Сицилийского лошадь Кратера споткнулась, сам военачальник упал и был затоптан во время сражения. Гибель Кратера произвела удручающее впечатление на его воинов. Кратер лежал на поле боя, пока его не узнал Горгий, который спешился и приказал поставить возле умирающего военачальника стражу.
На другом крыле начался бой между флангами Неоптолема и Эвмена. Согласно Плутарху, оба военачальника встретились в поединке. Последующее сражение было жарким. Они оба упали с коней и были вынуждены пешими продолжить бой. Эвмен сначала ранил Неоптолема в колено, а затем в шею. После этого Эвмен стал снимать с Неоптолема доспехи, но тяжелораненый военачальник нашёл в себе силы ранить своего противника в пах. Рана оказалась неглубокой, и Эвмен смог сесть на коня, после чего поскакал на другой фланг. Там он узнал о гибели Кратера, оплакал своего ситуативного противника, с которым был в дружеских отношениях во время службы у Александра Македонского. Впоследствии Эвмен отправил останки Кратера его вдове Филе.
После того как конница Кратера и Неоптолема была разбита и отступила к фаланге, Эвмен приказал остановить сражение. Он предложил побеждённым македонянам присоединиться к его войску, на что они были вынуждены согласиться. Впрочем их повиновение было напускным, так как при первой же возможности они покинули лагерь Эвмена и отправились к войскам Антипатра.
При анализе сражения В. Б. Михайлов отмечает различную тактику двух военачальников. Кратер надеялся победить благодаря сильной пехоте, в то время как Эвмен — коннице. Замысел Эвмена полностью оправдал себя, так как его более сильная конница опрокинула всадников Кратера, и дело до сражения пехоты не дошло.

## Последствия
Пока Эвмен вёл войну в Малой Азии, Пердикка во главе собственной армии отправился в Египет. Регент империи был убит восставшими военачальниками. Через пару дней после его гибели в лагерь пришло известие о победе Эвмена. Согласно Диодору Сицилийскому, если бы весть о победе Эвмена пришла чуть раньше, то военачальники не посмели бы восстать против Пердикки. Смерть Пердикки перечеркнула все победы Эвмена. При новом перераспределении власти в Македонской империи регентом стал давний враг Эвмена Антипатр. Власть над Каппадокией была передана Никанору.
Своей победой у Геллеспонта Эвмен выполнил свою задачу по обеспечению безопасности армии Пердикки со стороны войска Кратера и Антипатра. Однако гибель Пердикки нивелировала все успехи Эвмена. Военачальник лишь приобрёл славу мудрого и дальновидного руководителя, которая вызвала зависть и недоброжелательность со стороны врагов и союзников. Гибель одного из главных и наиболее уважаемых военачальников Александра Кратера не только вызвала тягостное ощущение у македонян, но и стала официальным поводом для осуждения Эвмена на смертную казнь. Эту задачу на совете в Трипарадисе было поручено осуществить Антигону.
Последующие годы основные военные действия в Азии велись между Эвменом и Антигоном.

### Исследования
- Дройзен И. Г. История эллинизма. — Ростов-на-Дону: Феникс, 1995. — Т. 2. — 544 с. — ISBN 5-85880-079-3.
- Колосов Д. В. Наследник Александра (некоторые аспекты полководческого искусства Эвмена Кардийского) // Проблемы истории, филологии, культуры. — 2007. — № 17. — С. 249—254. — ISSN 1992-0431.
- Михайлов В. Б. Эвмен из Кардии — полководец раннеэллинистического периода // Известия Алтайского государственного университета. — 2021. — Вып. 118, № 2. — С. 55—59. — ISSN 1561-9451.
- Самохина Г. С. Семьдесят лет научной дискуссии: к хронологии эпохи диадохов // Мнемон: исследования и публикации по истории античного мира. — 2006. — № 5. — С. 511—542. — ISSN 1813-193X.
- Смирнов С. В. Вавилонский «список сатрапий»: проблемы источников // Мнемон: исследования и публикации по истории античного мира. — 2015. — № 15. — С. 264—274. — ISSN 1813-193X.
- Шофман А. С. Распад империи Александра Македонского / Печатается по постановлению редакционно-издательского совета Казанского университета. Отв. редактор В. Д. Жигунин. — Казань: Издательство Казанского университета, 1984.
- Anson E. Eumenes of Cardia. A Greek among Macedonians (англ.). — 2nd. — Leiden; Boston: Brill, 2015. — (Mnemosyne Supplements, History and Archaeology of Classical Antiquity, vol. 383). — ISBN 978-90-04-29717-3.
- Heckel W. Who's Who in the Age of Alexander the Great: Prosopography of Alexander's Empire (англ.). — Malden; Oxford; Carlton: Blackwell Publishing, 2006. — P. 95—99. — ISBN 1-4051-1210-7.
- Romm J. Ghost on the Throne: The Death of Alexander the Great and the War for Crown and Empire (англ.). — New York: Alfred A. Knopf, 2011. — ISBN 978-0-307-27164-8.